# Metafroneta sinuosa
Metafroneta sinuosa is een spinnensoort in de taxonomische indeling van de hangmatspinnen (Linyphiidae).
Het dier behoort tot het geslacht Metafroneta. De wetenschappelijke naam van de soort werd voor het eerst geldig gepubliceerd in 1979 door A. David Blest.